# Piptadenia

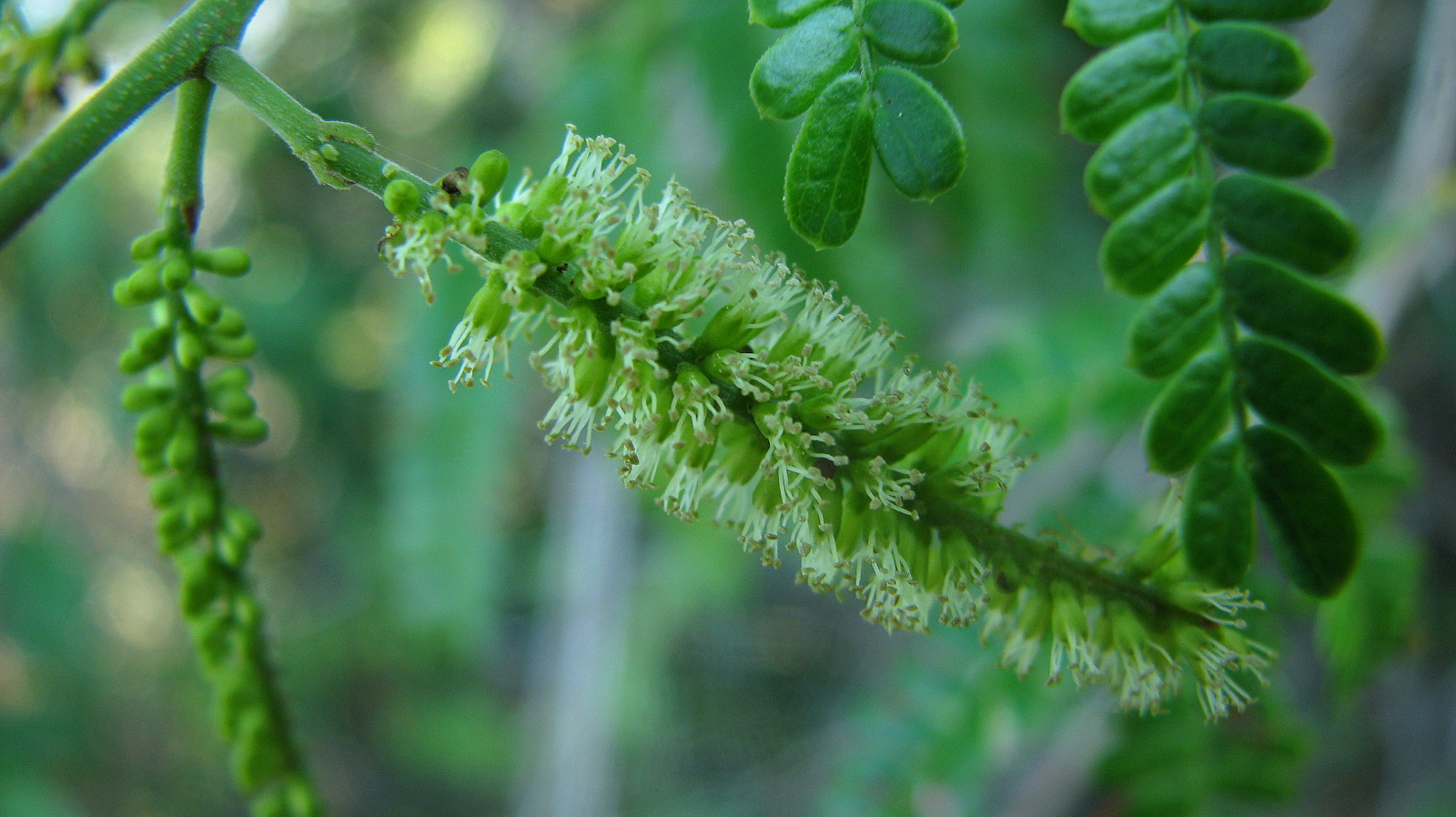
Detail klasovitého květenství Piptadenia sp.

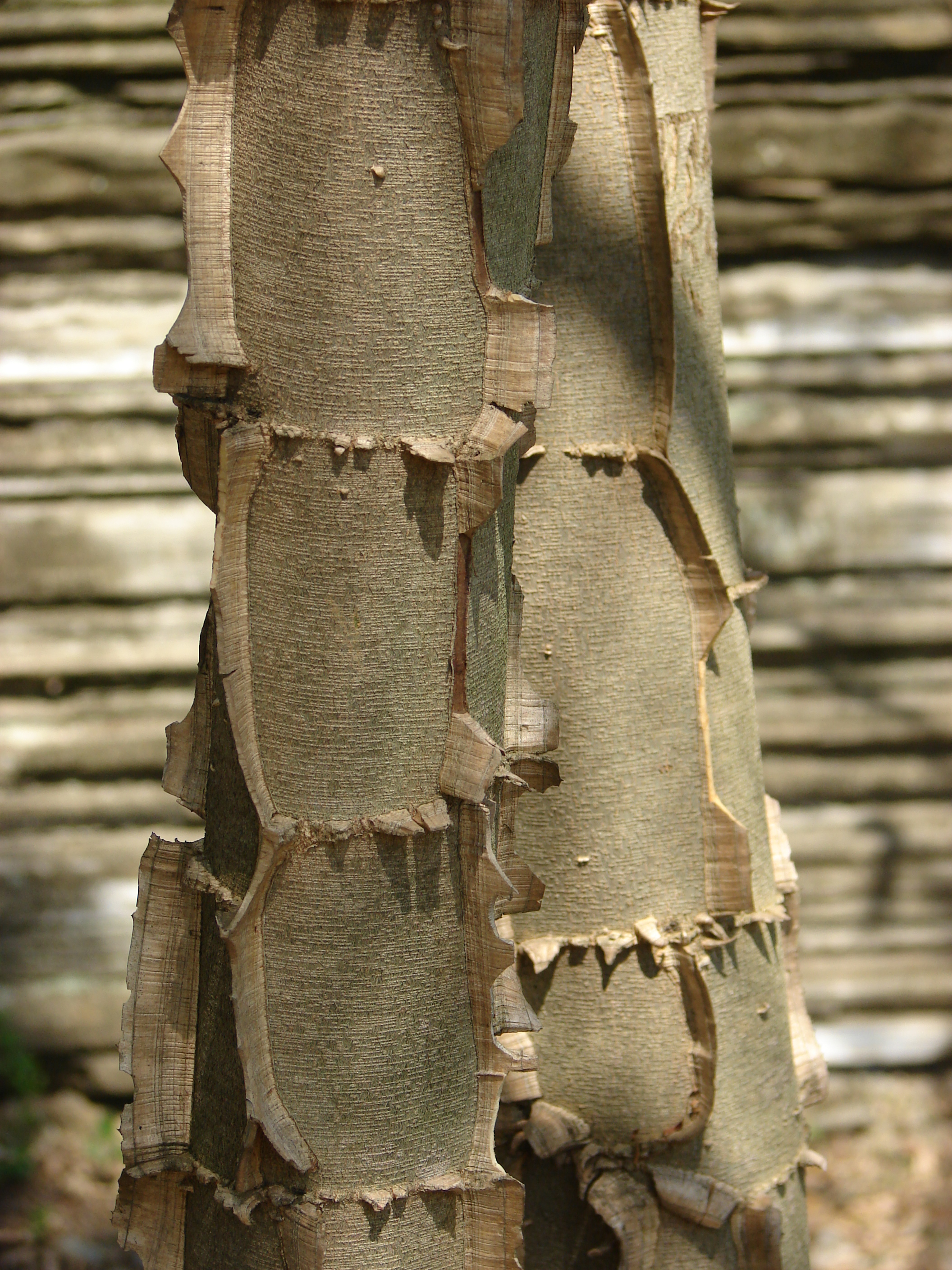
Kmen Piptadenia gonoacantha s korkovými lištami

Piptadenia je rod rostlin z čeledi bobovité. Jsou to keře, stromy a liány s dvakrát zpeřenými listy a květy uspořádanými v úzkých klasech. Rod zahrnuje asi 24 druhů a je rozšířen v Americe od Mexika po Argentinu. Nejvíce druhů je v Brazílii. Některé druhy jsou těženy pro dřevo nebo jsou zdrojem tříslovin.

## Popis
Zástupci rodu Piptadenia jsou stromy, keře nebo dřevnaté liány. Na větévkách a řapících listů jsou často roztroušené zahnuté trny, řidčeji jsou přítomny pouze 2 párové, tuhé trny na každé uzlině stonku, výjimečně jsou rostliny beztrnné, pouze s jehlicovitými palisty. Listy jsou dosti variabilní, buď složené z velkého množství drobnějších lístků nebo z menšího počtu větších lístků. Na vrcholu řapíku či na bázi středního vřetene listu jsou vyvinuty žlázky. Květy jsou pětičetné, uspořádané v úzkých klasech. Klasy jsou buď jednotlivé úžlabní nebo jsou uspořádány ve vrcholových latách. Kalich je zvonkovitý, zakončený krátkými zuby. Korunní lístky jsou volné nebo srostlé. Tyčinek je 10 a jsou téměř nebo zcela volné. Spojidlo prašníků je tenké a zakončené opadavou žlázkou. Semeník je stopkatý. Lusky jsou podlouhle eliptické až čárkovité, přímé, na bázi zúžené ve stopku, s rovným okrajem nebo mezi semeny zaškrcované, zploštělé. Pukají jedním nebo dvěma švy, chlopně jsou tenké až kožovité. Semena jsou okrouhlá, plochá.

## Rozšíření
Rod Piptadenia zahrnuje asi 24 druhů. Je rozšířen v Americe od Mexika po Argentinu. Nejvíce druhů se vyskytuje v Amazonii a v atlantických lesích jv. Brazílie. Ve Střední Americe se vyskytují pouze druhy P. flava, P. viridiflora a P. obliqua.
Piptadenie rostou v nížinném deštném lese, v poříčních a pobřežních lesích, v tropických a subtropických lesích s periodickým obdobím sucha a v keřovité vegetaci typu caatinga.

## Taxonomie
Rod Piptadenia je morfologicky různorodý a dosud nejednoznačně definovaný rod. Objevují se také důkazy svědčící o tom, že tento rod není ve stávajícím pojetí monofyletický. Rod Piptadenia je součástí fylogeneticky dosud málo probádané skupiny rodů z tribu Mimoseae, zahrnující rody Adenopodia, Anadenanthera, Microlobius, Mimosa, Parapiptadenia, Piptadenia, Pityrocarpa, Pseudopiptadenia a Stryphnodendron.

## Význam
Různé druhy Piptadenia jsou těženy pro dřevo, které je používáno např. na stavby, kůly, násady a jako palivo. Z kůry jsou získávány třísloviny.